# 正步

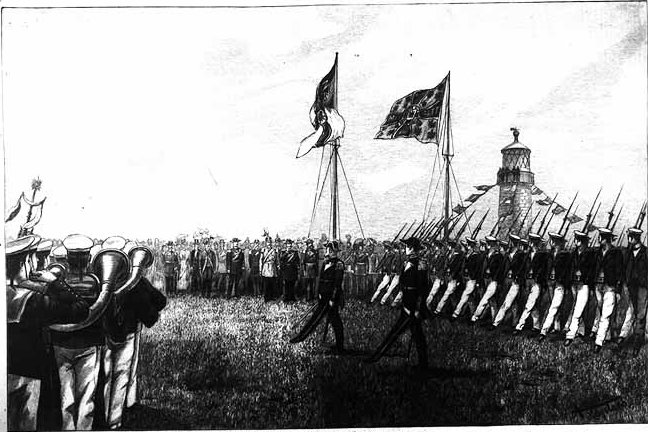
1890年，德国获得黑尔戈兰岛后举行的分列式

正步，又稱鵝步、刺步，是指一种队伍行进的步法，主要应用于阅兵分列式中行进的军人。正步最初是普鲁士军队在19世纪初期在阅兵中使用。如今，各个地区的正步步法有所不同，但行进时的主要特征均为，每个人上身直立，两腿绷直和两脚着地用力，队伍遵循一定节奏整齐前进。这种行进方法意在展现军威，但由于训练费时费力，有如军队不务正业，也遭到非议，有说法称这种训练会导致膝盖受伤，但如果是久坐的女性，着重在四头肌作为适当复建动作，其实也有矫正的效果。

## 历史
正步具体的来源，目前有两个说法：
- 正步起源於中世紀歐洲的一種民間舞蹈，這種舞蹈的特徵是腿高抬至與地面平行。 17世紀時，普魯士十分流行這種舞蹈。 18世紀，腓特烈大帝下的普魯士軍隊，在閱兵中吸取了這種民間舞蹈的步法，稱其為，字面意思為“刺步”。英語使用者則稱這種姿勢為“鵝步”（Goose-step）。 諾爾曼·戴維斯在他的《歐洲歷史》一書中提到：在那個軍國主義時期，正步的意義，對普魯士軍隊自身來講，表明他們的紀律性及身體素質足以應付一切命令；對普魯士的平民來講，表明不遵守紀律將被無情地粉碎；對普魯士的敵人來講，表明普魯士軍隊不是穿著制服的農村小伙子，而是超人；對於整個世界來說，正步走象徵著普魯士不僅僅是個強國，而且是個高傲的強國[4]。同時這種行軍模式達到了普魯士所預期的效果。

- 19世紀初期，法蘭西第一共和國執政拿破崙在閱兵的時候發現，步兵方隊相较于騎兵方隊及砲兵方隊，顯得無精打采且沒有鬥志。拿破崙大為光火，要求徒步士兵要在下次閱兵中展現氣勢。法國將軍們從鵝前進時的步法中得到了啟發，於是開創了獨特的“鵝步”。拿破崙十分滿意步兵隊列的新規矩，隨著拿破崙大軍在歐洲的所向披靡，鵝步這一概念也在歐洲得到了推廣[5]。但實際上，由於野外戰場崎嶇不平，法國步兵的步幅比傳統英式正步要小[6]。所以後者的來源可信度相對較低。

## 世界各國

### 歐洲

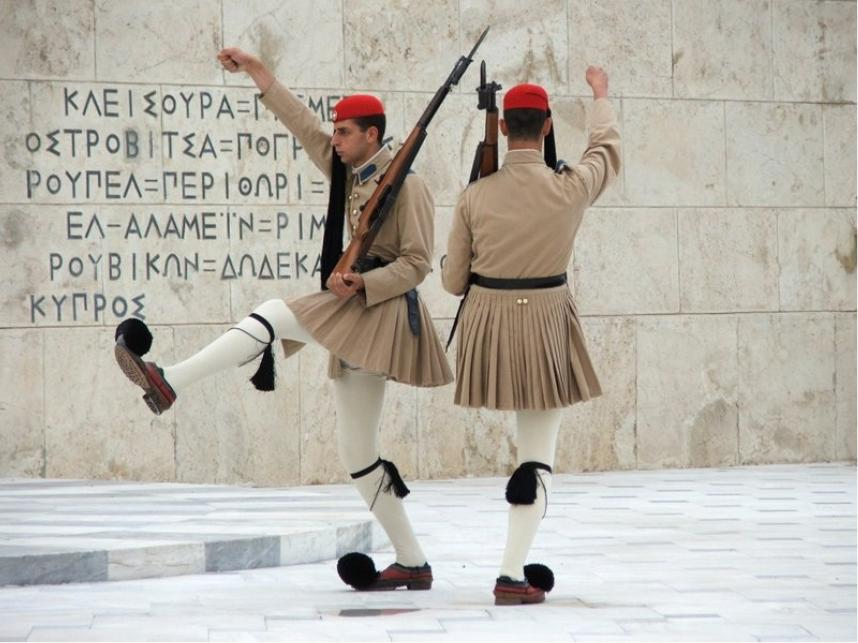
希臘的國民警衛隊在換崗

歐洲諸多走正步的國家，主要是受到德俄兩國的影響，現在隨著時代的發展，許多歐洲國家已逐步摒棄了正步這一行進形式，但有一些部隊如榮譽部隊則仍保留。受到德國影響的國家有：法西斯時期意大利、西班牙、葡萄牙、希臘、土耳其；受到俄羅斯影響的國家有：原蘇聯各加盟共和國、東歐（現多捨棄）的眾多社會主義國家。

#### 德国

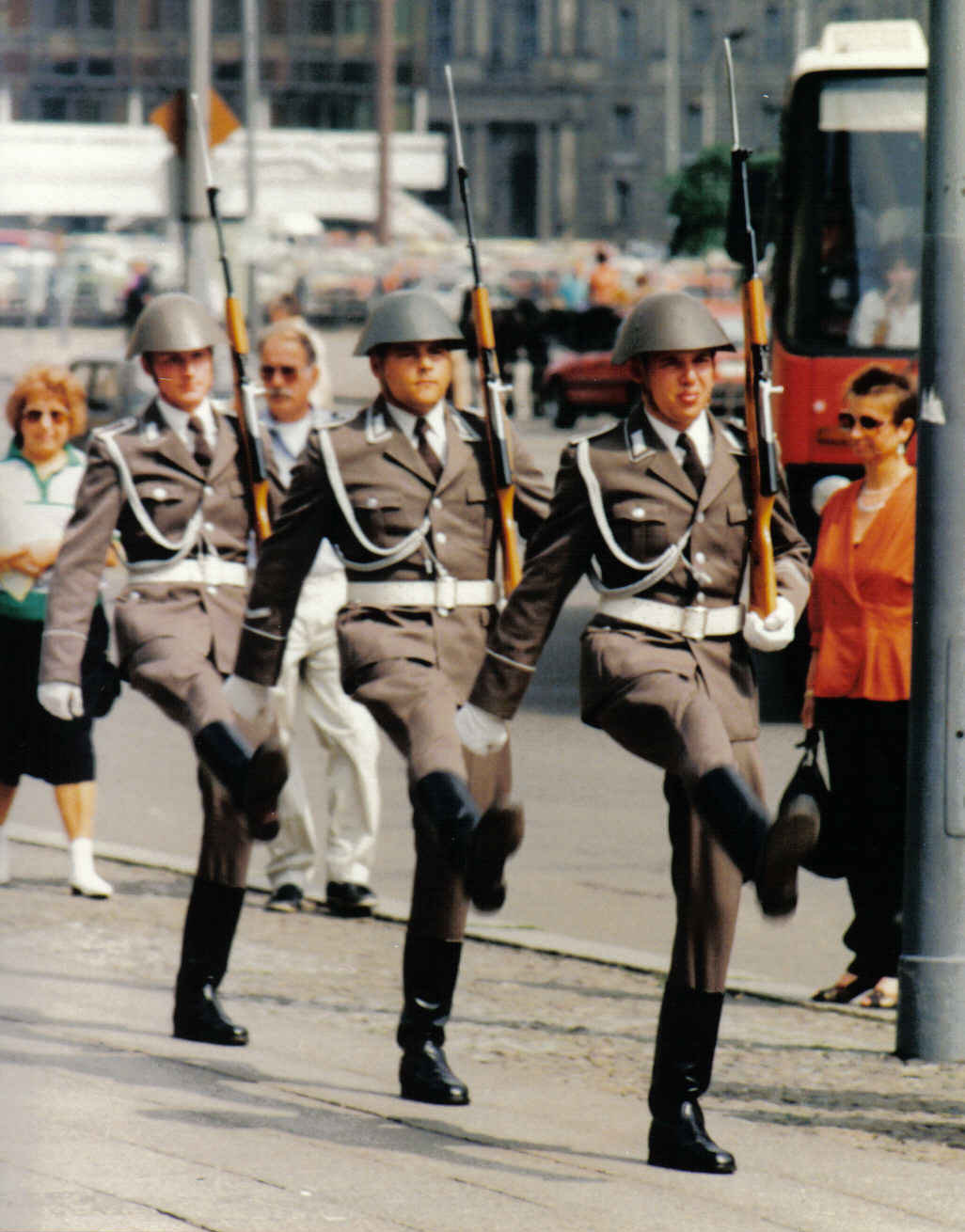
1990年，新崗哨換崗的東德國家人民軍儀仗隊

德國作為正步的發源地，在普魯士之後統一的德意志政權中得以一脈相承，實際上在二戰結束前德軍一直保留著接受檢閱走正步的傳統。 元首希特勒認為正步走能夠強有力地整頓紀律，於是1920年代，希特勒在納粹黨的衝鋒隊內部率先推行普魯士軍隊的正步走。在1933年，納粹黨執政後，正步正式成為了納粹黨黨衛軍和納粹德國國防軍的步法。
二戰結束後，西部的聯邦德國把正步當做納粹主義的象徵之一而徹底廢除，而東部的民主德國則是採用蘇式閱兵，仍保留著正步的傳統，同時也採用德蘇混合式步法。1990年，統一前的民主德國也廢除了正步這一規定。

#### 俄羅斯

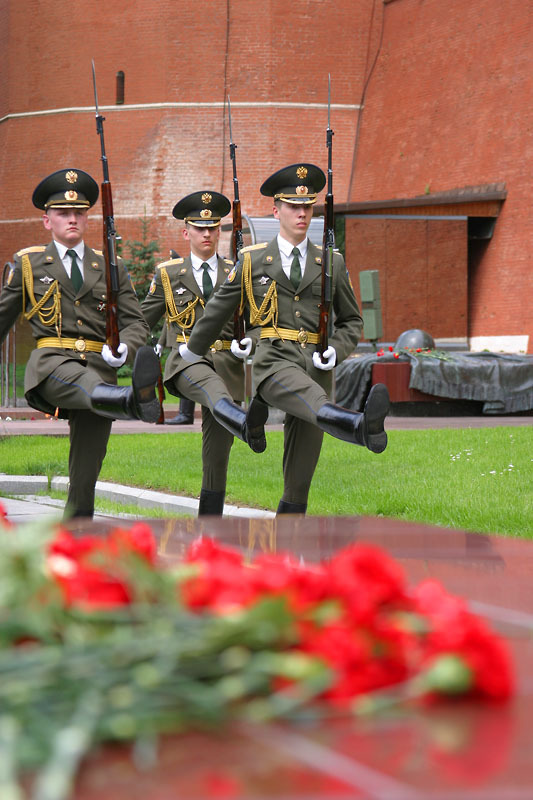
莫斯科紅場無名烈士墓前的儀仗隊換崗

在沙俄時期，普魯士正步隨普裔教官傳入俄國，並作為閱兵的唯一正式步法。 十月革命後，新生的社會主義政權在列寧、史達林相繼領導下稍作修改後繼承了沙俄的正步傳統，並將其發揚光大。隨著超級大國勢力的擴大，東歐和亚洲的社會主義國家（如民主德国和中华人民共和国）均將正步列入了軍事操練技能中。 蘇聯解體後，俄羅斯仍繼續採用前蘇聯時代的正步，大型的慶典（如衛國戰爭勝利紀念日）仍保持正步的傳統。

### 亞洲
如今亚洲保留正步的国家主要深受苏联的影响，如中华人民共和国、朝鲜、蒙古、阿富汗、阿塞拜疆、亞美尼亞、土庫曼、哈薩克等社會主義國家或原社會主義國家。其中中华人民共和国和朝鲜根据自身特点加以改动后形成了自己的风格。

#### 中國

##### 清朝
正步起始于淮军，当时称“鸭步”。袁世凯小站练兵以德国操法编练新军，单兵基本教练制式课目中包括了“慢步”与“正步”两种。慢步就是将正步放慢，每分钟只走64步。正步将慢步加快到每分钟96步至114步，步长80公分。袁世凯练兵集成之《训练操法详晰图说》中拨慢步的规定：

须立正，次双手扠腰。令曰“开慢步数一”：即将左脚跟提起，膝盖微向前弯，脚尖着地，与右脚尖齐。上身须正直不动，两眼向前平看，右膝盖用力向后挺。“二”：将左脚猛向前踢踢出，远近尽骽之长，脚底离地约十生的密达(合工部尺三寸一分五厘)，脚尖向下向外，上身仍须正直。右膝盖仍向后挺。“三”：左脚即以踢出原式向前迈步，上身随之脚掌平落于地，两脚尖相距须一密达(合工部尺三尺一寸五分)，左脚落地，膝盖即力向后挺，右脚即离地向后伸直，身体微向前俯

##### 中華民國
黄埔军校教练方式与保定军校的教育方式大致相同，所以也拨慢步。中華民國国民政府於民国十七年（1926年）颁佈《步兵操典新草案》，明令废止拨慢步，只规定正步为：

第四十条 正步一步之长，自前足跟至后足跟，以七十五生的为基准，其速度一分钟以一百一十四步为基准…欲使走正步，下口令如左。开步－走。左腿稍提起，脚向前出，至距右足七十五生的之处，一步伸直，一面抵地，体重即全移于此足之上。同时右足离地，亦如上法，逐次前进，头宜保持正直，两臂自然摆动。

民國24年（1935年）颁佈《步兵操典新草案》规定：

第50条 闻“正步－走”口令，左脚微曲前提，脚尖稍向外方，距后脚跟约七十五公分处，然后伸直着地，再开右脚，依法行进。但不可过度提高，或着地用力过重。两臂自然前后摆动。务需随时保持严格，尤需注意头部之良好姿势，筋肉不可过事紧张。惟此种行进，系在短距离间欲检知军队之精神，或施行敬礼及阅兵式时始用之”。

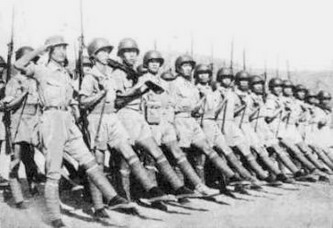
中華民國國民革命軍在印度，1943年

正步早期被中華民國政府列入「國軍基本教練」之中，民國89年（2000年）民進黨政府首次執政後，對廢除「踢正步」進行調整與研究，在民國92年（2003年）4月在中華民國總統府軍事會議之中，時任中華民國總統兼三軍統帥陳水扁核定廢止中華民國國軍部隊「踢正步」，中華民國國防部下令以踢正步違反人體工學廢除國軍部隊此項訓練，國軍部隊一體適用。目前只有中華民國三軍儀隊依軍禮需求使用一種特別步伐稱為「禮兵步」。而臺灣女兵走的閱兵步法也相對獨特，是一種稱為“木蘭步”的碎步步法。

##### 中華人民共和國

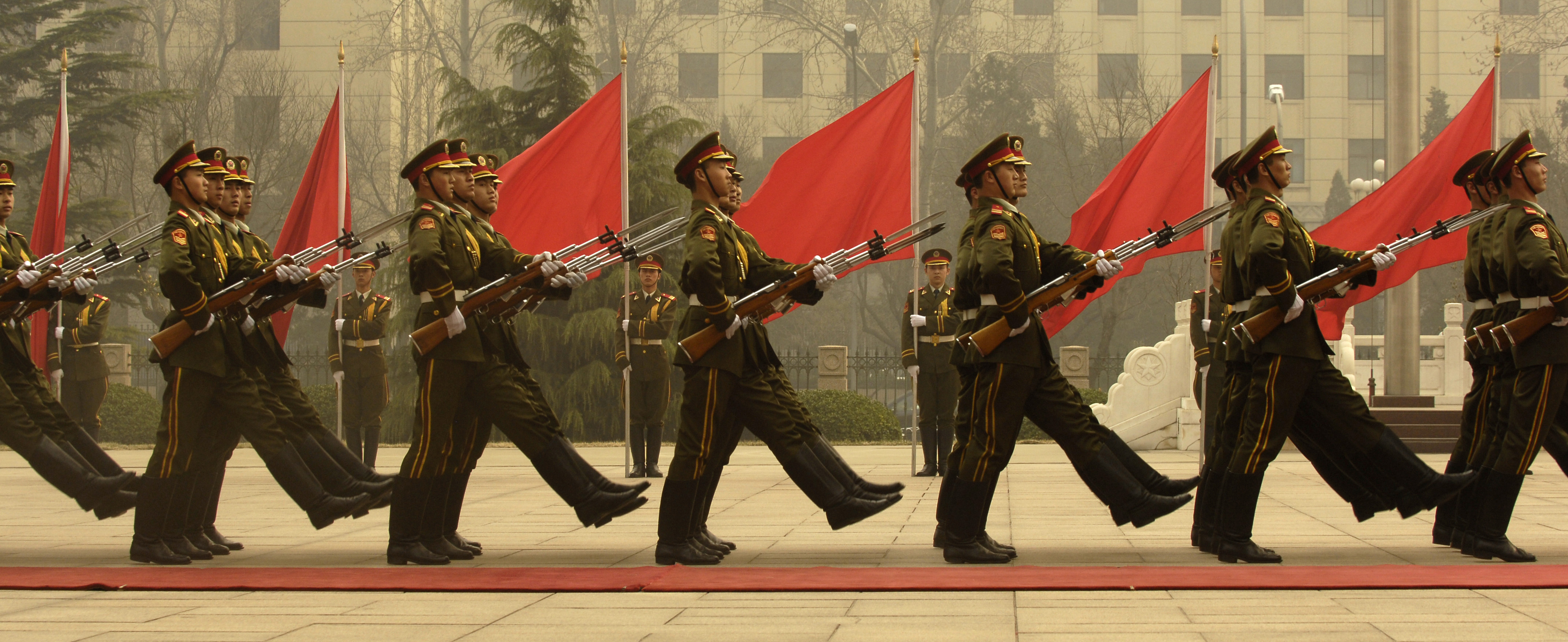
中國人民解放軍儀仗隊歡迎美軍參謀長聯席會議主席彼得·佩斯上將訪問北京

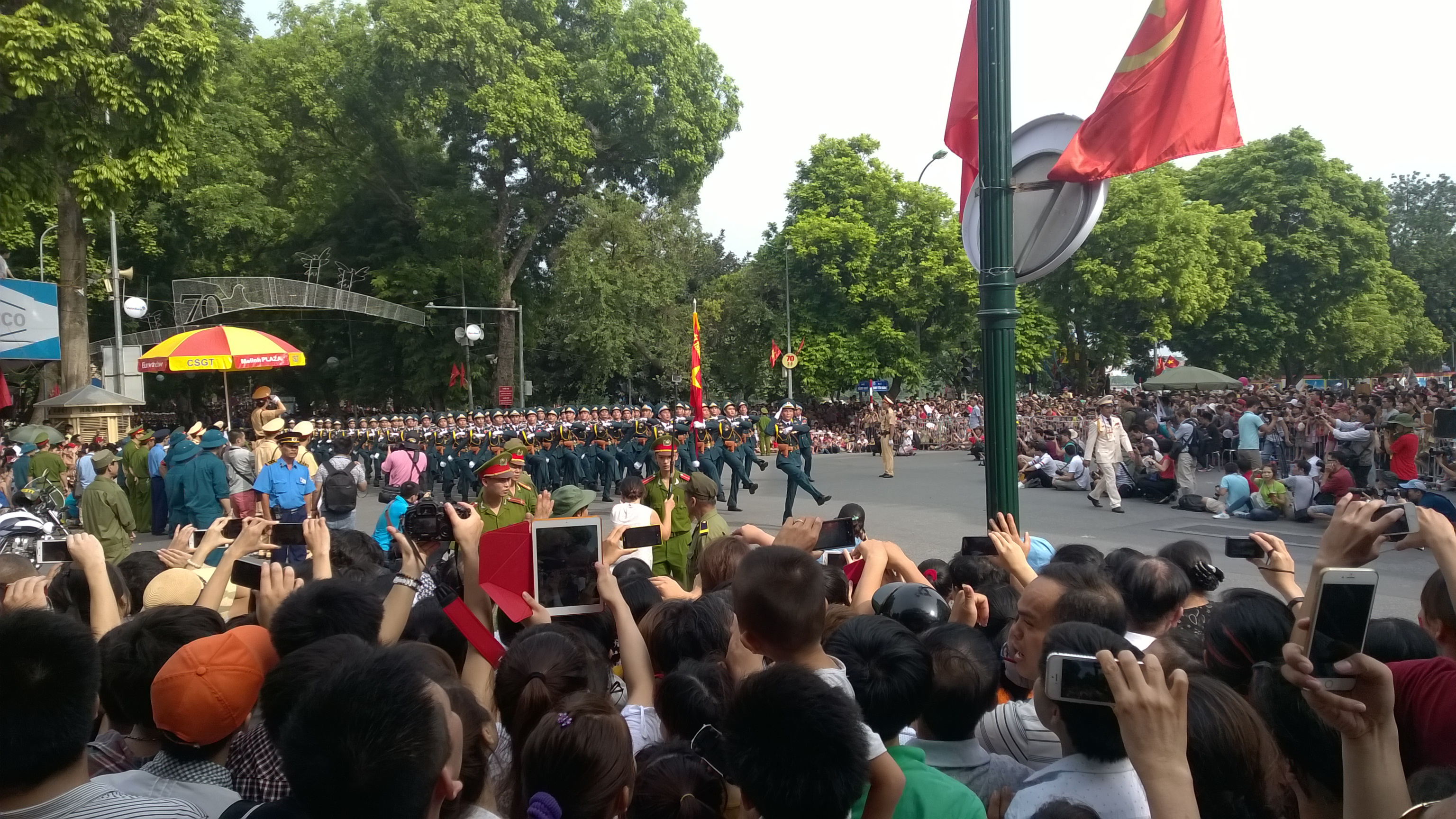
操解放军正步的越南人民军空军飞行学校学员

在中華人民共和國成立後，中國人民解放軍最初在中華人民共和國開國大典和1950年建国一周年国庆庆典上使用英式齊步。1951年2月1日在苏联军事顾问的帮助下颁布第一部《队列条例》，正式采用苏联的正步队列条例直至1958年国庆庆典。而後，解放軍感到蘇式正步並不適合中國人體形，於是決定将自袁世凯北洋新军以來，包括国民革命军的普魯士正步在内的一系列动作与苏式正步相结合，并增大手臂擺動幅度與行進節奏，形成一种本土化普鲁士与苏式混合式的新正步，为此颁布了1958年《队列条例》修正案，并自1959年建国十周年国庆庆典起开始使用，成為了如今的解放軍正步。2009年至2010年前后，此种正步亦陆续为越南、老挝和缅甸北部分裂自缅甸共产党的地方武装所采用，取代了自1950年代初期引进的中国1951年《队列条令》中的原版苏式正步。具体规定为：

左脚向正前方踢出约75厘米（腿要绷直，脚尖下压，脚掌与地面平行，离地面约25厘米），整个脚掌着地，同时身体重心前移，右脚照此法动作；上体正直，微向前倾；手轻轻握拢，拇指伸直贴于食指第二节；向前摆臂时，肘部弯曲，小臂略成水平，手心向内稍向下，手腕下沿摆到高于最下方衣扣约10厘米处（着夏季作训服时，约与第三衣扣同高；着冬季作训服时，约与第四衣扣同高；着水兵服时，手腕上沿距领口角约15厘米），离身体约10厘米；向后摆臂时（左手心向右，右手心向左），手腕前侧距裤缝线约30厘米。行进速度每分钟110－116步。

##### 香港
1997年主权移交后，传统上采用英式步伐的一些政府部门也开始采用解放军式正步进行表演，如香港海关 、香港警察。而自2022年1月24日及7月1日起，香港消防處及警方將分別全面改用正步，取代沿用已久的英式步操，由於香港警察學院目前為飛行服務隊提供的訓練是包括步操，故當香港警察轉用中式步操亦等同飛行服務隊都轉用中式步操；此外，懲教署職員訓練院亦將於相若時間跟隨。此前，入境事務處及香港海關已於2021年初率先改用，並分別於同年4月和12月的結業會操起全面實施。民眾安全服務隊於2022年11月27日在警察學院舉行慶祝香港特別行政區成立25周年及民安隊70周年紀念大會操及之後亦會轉用中式步操 。

#### 朝鮮民主主義人民共和國
朝鮮早期接受了蘇聯的正步隊列條例，並加以改進，形成了自己獨特的風格。從1997年4月25日金日成誕辰85週年暨朝鮮人民軍建軍65週年紀念閱兵式起朝鮮人民軍三軍儀仗隊開始採用「彈簧步」，並於2007年4月25日朝鮮舉行慶祝朝鮮人民軍建軍75周年閱兵式起全面實施。朝鮮人民軍在正步行進時不擺臂而高踢腿成直角，前進時重心在兩腳間逐漸交換，很有氣勢但難度較大。然而，自2020年10月10日朝鮮勞動黨成立75周年閱兵起，朝鮮便拋棄過往難度大的「彈簧步」，改採用類似中蘇混合式的新正步风格。

#### 日本
大日本帝國時期的日軍和現代的自卫队皆不踢正步，只有常步、速步与駈步（即跑步）三种步法。日军阅兵使用常步，只是将腿尽量整齐抬高而不踢出，但手臂向前摆动则到90度。

#### 伊朗
伊朗從帝國時期開始至今採用正步，而現今伊朗伊斯蘭共和國軍隊仍採用正步，而伊斯蘭革命衛隊則採用高步(High step)

### 美洲

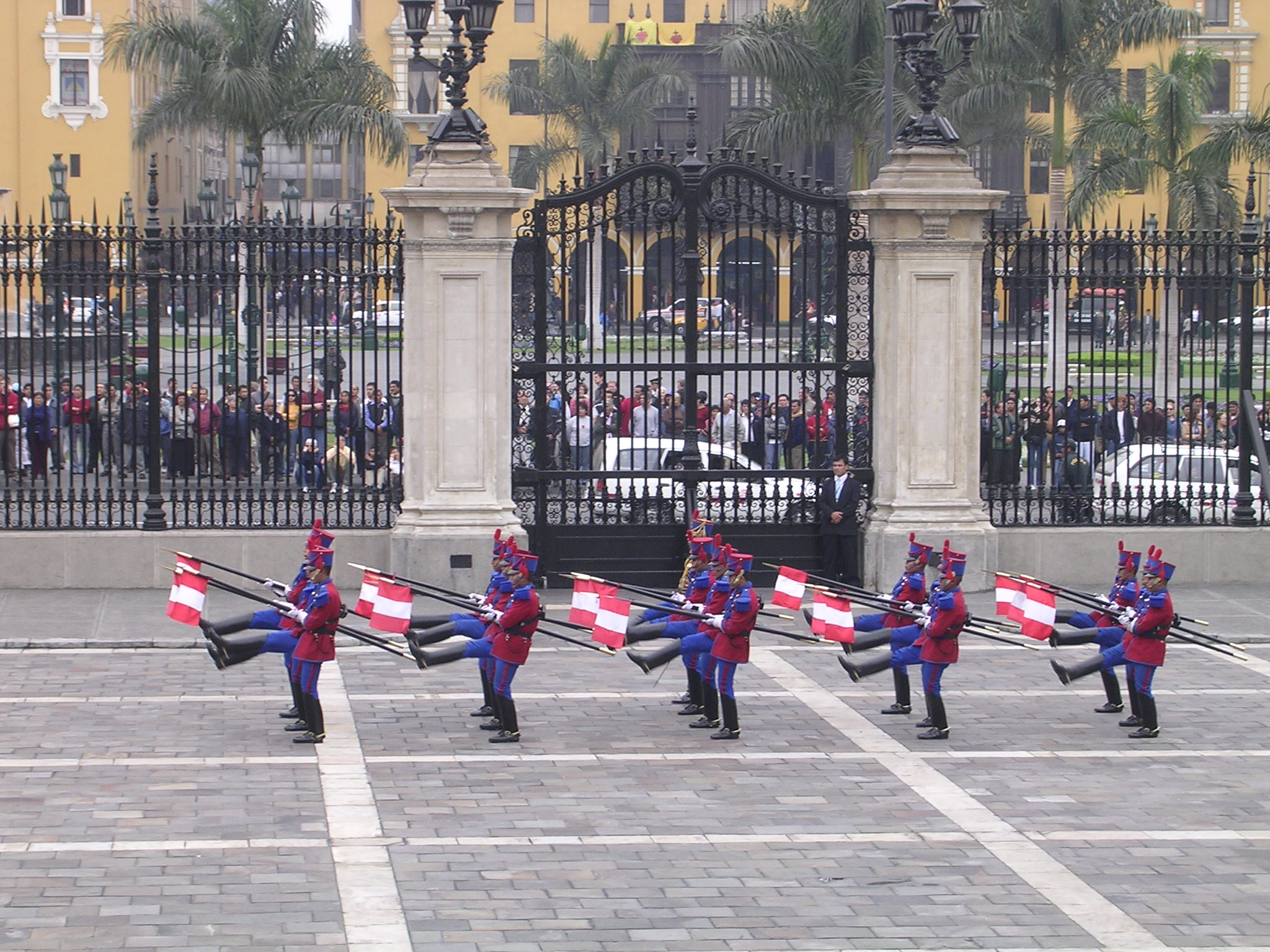
秘魯總統府衛兵換崗時的正步行進

除古巴受到蘇聯的影響外，美洲的正步主要是受到了德國出色軍事教官的影響，如智利、阿根廷、玻利維亞、哥倫比亞、厄瓜多爾、薩爾瓦多、危地馬拉、海地、宏都拉斯、墨西哥、尼加拉瓜、巴拿馬、巴拉圭、秘魯、委內瑞拉等國。

#### 美國
雖然美國也有大型閱兵，但是美國認為正步是舊時代大陸政權的象徵，並從訓練難度以及人體工學考量，美軍認為與其花時間練習步操來顯示軍威，還不如將時間用於較實際的作戰訓練，美軍的隊列規定裡沒有正步。

### 非洲
埃塞俄比亞、貝寧、莫三比克、坦桑尼亞和安哥拉等前社會主義國家主要受到的是蘇聯的影響，阿爾及利亞、布隆迪、喀麥隆、查德、剛果民主共和國、吉布提、埃及、赤道幾內亞、加蓬、加納、多哥、馬達加斯加、毛里塔尼亞、納米比亞、盧安達、烏干達、塞內加爾、塞舌爾、布基納法索等國則受到德國的影響。

## 批评
- 诺尔曼·戴维斯在他的《欧洲历史》一书中提到：在那个军国主义时期，正步的意义，对普鲁士军队自身来讲，表明他们的纪律性及身体素质足以应付一切命令；对普鲁士的平民来讲，表明不遵守纪律将被无情地粉碎；对普鲁士的敌人来讲，表明普鲁士军队不是穿着制服的农村小伙子，而是超人；对于整个世界来说，正步走象征着普鲁士不仅仅是个强国，而且是个高傲的强国[4]。

- 反乌托邦作家乔治·奥威尔在《England your England》這篇文章中批評正步走，稱其為“人间最为可怕的情形”，並指只有在那些平民不敢嘲笑军队的国家里，才可能实行正步走的阅兵式。[20]